# Praia dos Ingleses (São Francisco do Sul)
A praia dos Ingleses  é uma das praias localizadas no município de São Francisco do Sul, no estado brasileiro de Santa Catarina, situada ao lado do centro do referido município. Está próxima à baía da Babitonga e possui o estaleiro mais antigo da cidade, sendo pouco frequentada por turistas.